# Dune: Imperium

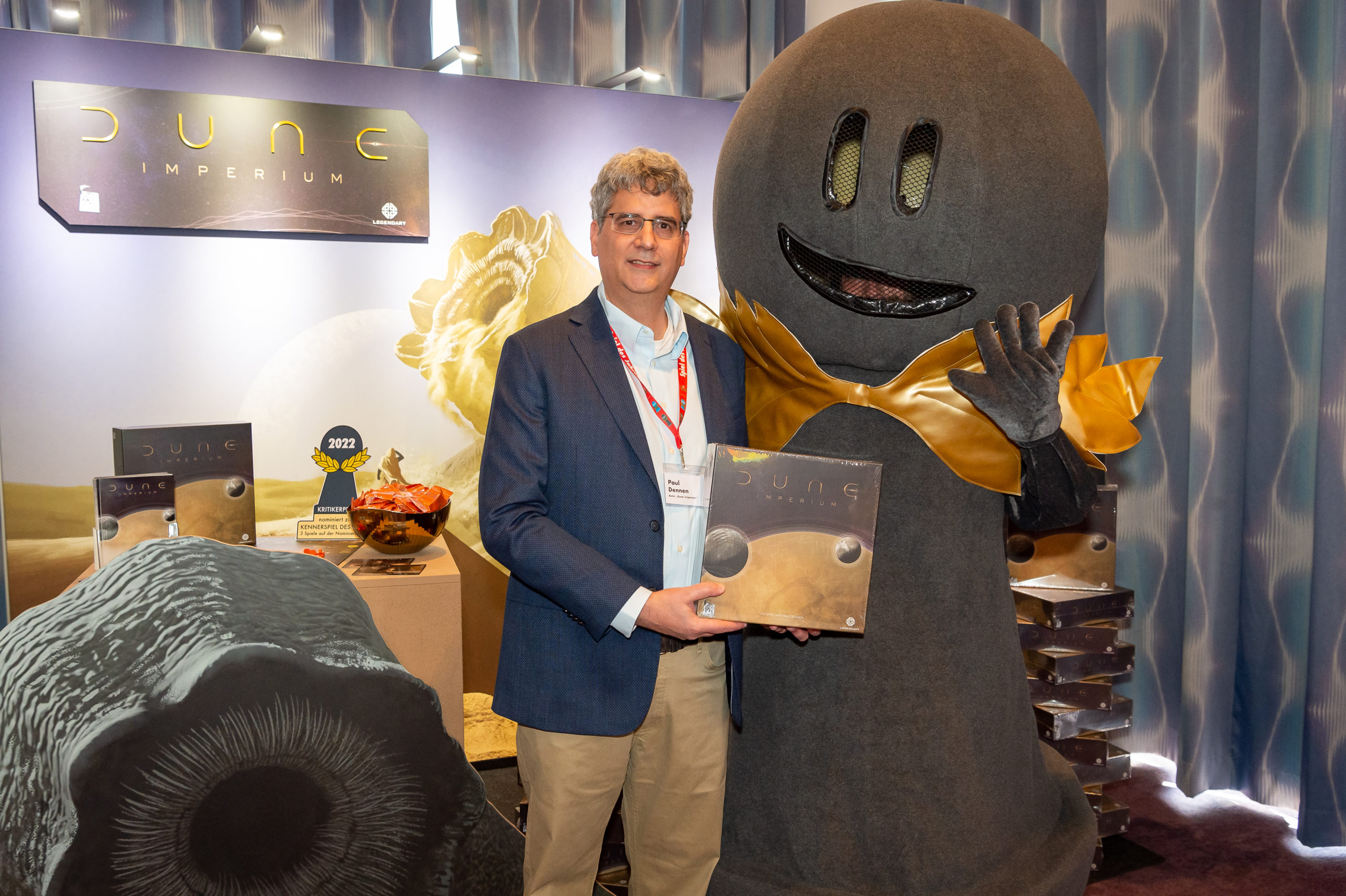
Dune: Imperiums ontwerper Paul Dennen (links), bij de stand die zijn spel promoot, op Spiel des Jahres.

Dune: Imperium is een bordspel uitgebracht in 2020, ontworpen door Paul Dennen en uitgegeven door Dire Wolf Digital. Het spel speelt zich af in het universum van de roman Duin (Engels: Dune) van Frank Herbert. Het spelsysteem combineert het bouwen van kaarten en het plaatsen van werknemers om allianties met facties te sluiten en overwinningspunten te verdienen. Bij de release werd het spel genomineerd voor verschillende prijzen, waaronder het Kennerspiel des Jahres.

## Spelregels
Dune Imperium is een worker placement-spel met een deckbuilding-dimensie dat zich afspeelt in het universum van de roman Duin van Frank Herbert. Spelers (1–4) beginnen het spel met een kaartspel van tien kaarten en een leider met zijn eigen capaciteiten.
Tijdens elke ronde onthullen spelers kaarten om agenten naar locaties te sturen, wat hen in ruil daarvoor bonussen oplevert, waaronder grondstoffen, zoals specie, water of Solari, kaarttrekkingen, troepeninzet en zelfs allianties met facties, die overwinningspunten opleveren.
Zodra spelers al hun agenten hebben ingezet, onthullen spelers hun resterende kaarten en bouwen ze nieuwe kaartspellen. Gevechten worden ook opgelost, waarbij de winnende speler wordt beloond met overwinningspunten, grondstoffen en controlebonussen. Wanneer een speler tien of meer overwinningspunten verdient, eindigt het spel en wint de speler met de meeste overwinningspunten.

## Uitbreidingen en spin-offs
Eind 2021 werd een uitbreiding, Rise of Ix, gepubliceerd. Een tweede uitbreiding, Immortality, werd eind 2022 gepubliceerd.
In 2023 werd Dune Imperium: Uprising uitgebracht. Uprising is een op zichzelf staande spel die fungeert als vervanging voor of alternatief voor de originele Dune: Imperium-game. Uprising is ook compatibel met Rise of Ix en Immortality.